# لا مؤاخذة يا دعبس (فلم)
لا مؤاخذة يا دعبس
عبده دعبس الشهير بعبده دربكة، يعمل بإحدى الشركات تحت إدارة محفوظ. يعمل عبده بأحد الفرق الموسيقية لتحسين أحواله المادية. يرسل محفوظ عبده في مهمة خاصة بالشركة، وفي الطريق يدعى سائق السيارة وجود عطل
فيها ويترك عبده بالطريق ويهرب. يقبض على عبده على أنه عبده الوحش الهارب من بعض الأحكام ويودع بمستشفى الأمراض العقلية. يوضع عبده تحت العلاج المكثف وتبحث مشرفة المستشفى حالته وتتأكد من سلامة عقله. تذهب نواعم صاحبة المنزل الذي يقيم به عبده لزيارته بالمستشفى وتطالب نواعم عبده بورقة النقود المزيفة التي في حوزته، وأخذها بطريق الخطأ في أحد الأفراح. يرفض عبده أعطائها الورقة، ويهرب عبده من المستشفى ويقبض على محفوظ بطريق الخطأ أيضاً ويودع في مستشفى الأمراض العقلية وينتهى الفيلم بأن يذوق محفوظ من الكأس التي شرب منها عبده.

## طاقم العمل
| أحمد آدم       | في دور | عبده دربكه دعبس    |
| -------------- | ------ | ------------------ |
| وفاء عامر      | في دور | نوعم               |
| مظهر أبو النجا | في دور | محفوظ              |
| إيناس مكي      | في دور | صفا مشرفه اجتماعي. |

- إخراج: إسماعيل حسن (مخرج ) ، محمد الأصيل (مخرج مساعد)
- تأليف: عزت آدم (قصة وسيناريو وحوار)، إسماعيل حسن (قصة وسيناريو وحوار)
- تاريخ الإصدار: 25 أكتوبر 2000

## روابط خارجية
- مقالات تستعمل روابط فنية بلا صلة مع ويكي بيانات